# Рывкин, Оскар Львович
Оскар Львович Рывкин (псевдоним О. Скар; 4 января 1899, Санкт-Петербург — 7 августа 1937, Ростов-на-Дону) — советский комсомольский и партийный работник, первый секретарь ЦК РКСМ и Краснодарского горкома, член ЦКК (1927—1934).

## Биография

### Ранние годы. Революция. Комсомол
Оскар Рывкин родился 4 января 1899 года в Санкт-Петербурге в семье служащего Льва Рывкина. В юности Оскар работал учеником в аптеке и в типографии.
Рывкин — «интеллигент, служащий, очень талантливый организатор и в то же время убежденный большевик» — вступил в РСДРП(б) в марте 1917 года. В том же году, после Февральской революции, он стал бойцом Красной гвардии, членом (от Коломенской части города) и секретарём Петроградского Социалистического союза рабочей молодежи. Одновременно с этим он был членом редакционной коллегии первого молодёжного большевистского журнала «Юный пролетарий». Встречался с Лениным в составе делегации молодежного союза.
19 июня 1917 года Рывкин (под псевдонимом «член РСДРП(б) О. Скар») опубликовал в «Правде» «Открытое письмо товарищам рабочим и солдатам». В этой статье, в связи с решением Временного правительства ввести право голоса с двадцати одного года, говорилось: «Как один из лишенных права голоса, я протестую и прошу товарищей рабочих и солдат своими резолюциями и выступлениями добиться отмены этого постановления. Товарищей же рабочих и работниц 18-20 лет я призываю организоваться в мощный союз защиты избирательных прав, и чтобы в нужный момент суметь отстоять свое право».
Оскар Рывкин был непосредственным участником Октябрьской революции в Петрограде: командир боевого отряда. После этого, с октября 1918 по июль 1919 года, он являлся товарищем председателя президиума (бюро) ЦК Российского коммунистического союза молодёжи (РКСМ). С июля 1919 по апрель 1920 года он был председателем президиума ЦК РКСМ, а затем — первым секретарём будущего Комсомола (1920—1921).

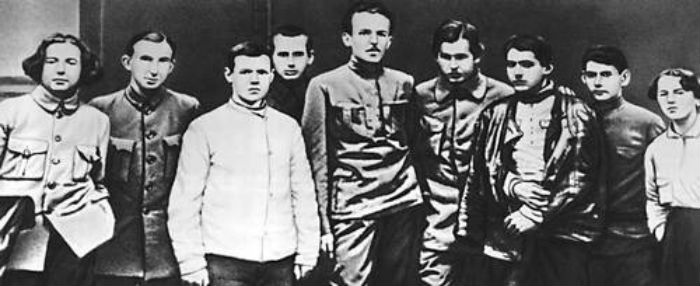
Члены президиума I-го Всероссийского съезда союзов рабочей и крестьянской молодёжи (слева направо): М. Дугачев, М. Ахманов, П. Форвин, Л. Шацкин, А. Безыменский, В. Попов, Е. Цейтлин (Цетлин), О. Рывкин, Е. Герр. Москва, 1918 год

По несколько отличной по датам версии, на I-м Всероссийском съезде РКСМ (29 октября — 4 ноября 1918 года) Рывкин был избран членом ЦК союза, после чего он стал первым председателем ЦК РКСМ (ноябрь 1918 — май 1919 года), а в мае — октябре 1919 года — первым секретарь ЦК РКСМ. На I Съезде РКСМ он делал доклад об уставе союза.
В 1918—1920 годах Оскар Львович участвовал в Гражданской войне: был на фронте рядовым. С сентября 1921 по 1924 год он был слушателем курсов марксизма при Социалистической академии при ВЦИК. В 1922 году он работал в Наркомате просвещения.
Рывкин был делегатом всех четырёх первых Съездов РКСМ (на первых трёх он избирался членом ЦК), а также — II-го конгресса Коммунистического интернационала молодёжи (КИМ), проходившего с 9 по 23 июля 1921 года (участвовал в дискуссии по вопросу о создании секций молодёжи при профсоюзах и делился опытом создания союза молодёжи). На V-м Съезде РКСМ (октябрь 1922 года) Рывкин был избран почетным членом союза. Кроме того он был делегирован на IX-й (1920), XV-й (1927), XVI-й (1930) и XVII-й (1934) Съезды партии.
В 1920 году, на III-м Съезде РКСМ, Рывкин в своем выступлении отмечал, что направление комсомольских активистов в региональные комитеты труда и народного образования является наиболее оптимальным средством привлечения новых кадров в государственные органы власти. Летом того же года он приехал в Омск на первую Сибирскую конференцию комсомола.
В 1921 году, несмотря на свой высокий пост первого секретаря ЦК РКСМ, Рывкин был послан Петербургским комитетом РКСМ (ПК РКСМ) охранять Гренадерский мост в Петрограде: задание было им выполнено «по всем правилам военного устава».

### Партийная работа и расстрел
С 1924 года по 1928 год Рывкин был направлен на партийную работу в Нижегородскую губернию. Здесь он занимал целый ряд должностей: секретарь местного горкома, заведующий Агитационно-пропагандистским отделом Выксуского городского комитета РКП(б), ответственный секретарь Выксунского городского комитета РКП(б)-ВКП(б), заведующий Агитационно-пропагандистским отделом Нижегородского губернского комитета ВКП(б).
В 1928—1930 годах Оскар Рывкин работал в аппарате Центральной контрольной комиссии (ЦКК) ВКП(б) и Рабоче-крестьянской инспекции (РКИ) — в Организационно-инструкторском отделе Народного комиссариата рабоче-крестьянской инспекции СССР (1929). Затем, в 1930—1934 годах, он учился в Институте красной профессуры, после чего занял пост первого секретаря Краснодарского горкома партии (1934—1937).

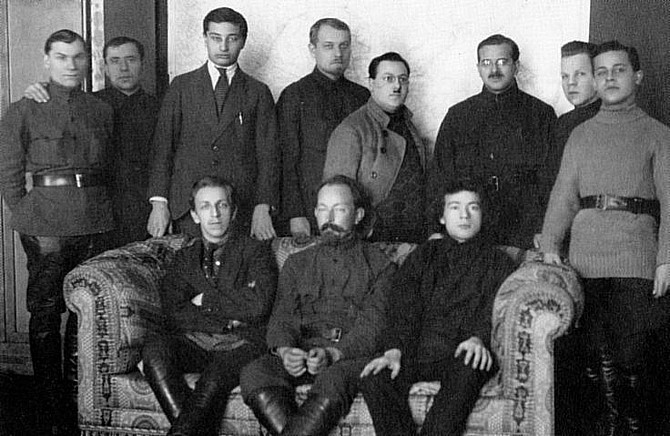
Почетные члены и бюро Союза молодежи ГПУ при НКВД РСФСР (1922—1923): рядом c Ф. Э. Дзержинским сидит О. Л. Рывкин (слева)

В 1927—1934 годах Рывкин был членом ЦКК, куда он избрался на XV-м и XVI-м Съездах компартии.
14 января 1937 года, в период Большого террора, Оскар Львович Рывкин был арестован и спустя почти семь месяцев, 7 августа, расстрелян. Реабилитирован посмертно в марте 1956 года.

## Произведения
- О. Скар, Открытое письмо товарищам рабочим и солдатам // «Правда», 19 июня 1917 года.
- Устав и Программа РКСМ (1918) // «Юный Пролетарий», № 5(7), 3 декабря 1918 года[19][20].
- Рывкин О. (О. Скар) Коммунистическое движение молодежи в России // Коммунистическое движение молодежи в России (сборник статей). — М.: Государственной издательство, 1920[21].
- Скар О. Под красное знамя Союза! — М., 1919. — ГАК РНБ[1].
- Скар О., Удалов М. За пять лет. (1917 г. 31 авг. — 1922 г.) / Ред. О. Скар. — Пг., 1922[1].
- «Петроградская Правда», 1922; «Юный Пролетарий», 1928[2].
- Рывкин О. Очерки по истории ВЛКСМ. На заре движения. 2-е изд. М.: ОГИЗ. Молодая гвардия, 1931.
- Рывкин О. Л. Очерки по истории ВЛКСМ. 3-е изд. [М.], 1933. 190 с.
- Рывкин О. Лекции по истории ВЛКСМ. М.,1934.

## Память
- «Рывкин Оскар Львович» — скульптура и мемориальная доска на здании в Краснодаре[18].